# Automatyczna Sieć Obserwacji Powierzchniowych
Automatyczna Sieć Obserwacji Powierzchniowych (the Automated Surface Observing Systems, w skrócie ASOS) jest amerykańskim programem automatycznego zbierania danych meteorologicznych dla celów prognoz pogody i lotnictwa. 
Od około 1995 roku program ten stopniowo zastąpił wiele stacji, które poprzednio były obsługiwane przez obserwatorów. W 2006 roku sieć ASOS liczy około 1590 stacji, z których tylko 82 mają dodatkowe informacje uzyskiwane przez meteorologa.  Stacje ASOS mierzą wysokość podstawy chmury za pomocą ceilometru do wysokości 3800m. Inne pomiary to widzialność, identyfikacja rodzaju pogody (deszcz, śnieg, mgła), ciśnienie, temperatura, temperatura punktu rosy, wiatr. Zaletą systemu jest ciągły monitoring.

## Dyskusja
Wprowadzenie automatycznych stacji spowodowało nieciągłość w obserwacjach pokrywy i rodzaju chmur i, co za tym idzie, problemy z interpretacją zmian klimatycznych.

## Literatura
- A. Dai, T. R. Karl, B. Sun, K. E. Tremberth, Recent trends in cloudiness over the United States, Bulletin of the American Meteorological Society, 597, May 2006.